# 載沛
貝勒載沛（1872年3月31日—1878年8月23日），原名載煌，輔國將軍奕棟第六子，母妾趙氏，其父為趙升，孚郡王系第二代。
同治十一年二月（1872年）出生，光緒三年三月（1877年）改名載沛，成為奕譓的嗣子，並接替奕譓成為孚郡王系第二代，但因為孚郡王並非世襲罔替的爵位，因此他的封爵只是貝勒。
光緒四年七月（1878年）去世，虛齡八岁，由族兄載澍襲封孚郡王系第三代。